# 厦门火车站 (厦门地铁)
厦门火车站（廈門話：/e˨˩ bŋ̍˧˥ he˥˥ t͡sʰia˥˥ t͡sam˧˧/）是厦门地铁3号线的地铁车站，位于中华人民共和国福建省厦门市思明区厦禾路与湖滨东路交叉口厦门站北广场地下，于2021年6月25日随3号线通车使用。

## 历史

### 规划
2012年5月11日，《厦门市城市轨道交通近期建设规划（2011年-2020年）》获国家发改委批准建设，厦门火车站作为1号线的车站出现。但厦门火车站所在的梧村街道地质复杂：基层花岗岩起伏较大，岩石上方残积的砂质黏土较厚。这种地质对1号线在厦禾路与厦门快速公交专用高架桥并行的区间施工、厦门快速公交专用道改造为轨道交通的计划造成了不便。在考虑到与厦门快速公交火车站站的换乘条件、施工对梧村地下商业街影响后，2012年10月，1号线在环保部网站公示的新版规划中，不再从本站经过。
2015年9月17日，厦门地铁发布了近期建设规划环境影响评价公众意见征询稿，厦门市轨道交通3号线一期在征询稿中，以本站和五缘湾站作为首末站。该版规划进入《厦门市城市轨道交通第二期建设规划（2016-2022年）》中，在2016年10月8日获国家发展和改革委员会批准。

### 建设
2014年3月1日，中国铁路厦门站停办客运业务，开始了北站房改造和南站房新建的施工，此次施工时对地铁站做出了预留。2017年3月25日，厦门火车站北站厅主体工程进行一期围挡施工，5月29日开始二期围挡。本站施工时先行开挖南北站厅的所在，其底板浇筑完成后暗挖下穿段，厦门快速公交高架桥桩基在3号线左线与右线之间。
2018年9月5日，本站地下二层站台部分开始在梧村地下商业街下方施工，该层顶板距离梧村地下商业街地板2.3米，需要替换其25根桩基。施工原计划采用台阶法将桩基挖出一部分后，浇筑混凝土植入钢筋在桩基之间形成垂直于线路的横梁，每完成一组横梁施工，便截断该横梁跨过的旧桩基，在横梁下方进行下一步施工。考虑到施工难度后，建设方最终采用逐步沿线路开挖站台层并浇筑横梁、顶板，在完成所有横梁浇筑后再截断所有旧桩基的逆做法。2019年10月10日，本站站台层实现洞通，施工时商业街营业未受影响。

### 运营
2021年6月25日，厦门轨道交通3号线开通运营，本站作为终点站包含在此次通车区间的站点中。2024年6月，本站新增行李寄存服务，乘客可通过智能行李寄存柜寄存物品。

## 车站结构

### 装修设计
在3号线首期开通区间包含的车站中，厦门火车站属于4个“特殊空间结构站”之一。装修主题名为“时光之旅”，呼应国铁厦门站形似白鹭的外观，寄托对未来的美好展望。站厅付费区的主题色为云天青，非付费区则用将绘有白鹭图案的顶板和钢轨抽象化而得的梁柱组合成吊顶。

### 车站楼层
厦门火车站站厅被梧村地下商业街分为南北两个部分。
| 地面层   | 出入口                               |                                                  |                                                  |                                      |
| 地下一层 | 南站厅                               | 商店、票务服务、客服中心、进出站闸机、1-4出入口  | 商店、票务服务、客服中心、进出站闸机、1-4出入口  |                                      |
|          | 北站厅                               | 商店、票务服务、客服中心、进出站闸机、5、6出入口 | 商店、票务服务、客服中心、进出站闸机、5、6出入口 |                                      |
| 地下二层 | 侧式站台，列车运行方向右侧的车门开启 | 侧式站台，列车运行方向右侧的车门开启             | 侧式站台，列车运行方向右侧的车门开启             | 侧式站台，列车运行方向右侧的车门开启 |
|          | 西行                                 | 3 终点站                                         |                                                  |                                      |
|          | 東行                                 | 3 往蔡厝方向 （湖滨东路）                        |                                                  |                                      |
|          | 侧式站台，列车运行方向右侧的车门开启 |                                                  |                                                  |                                      |

### 出入口

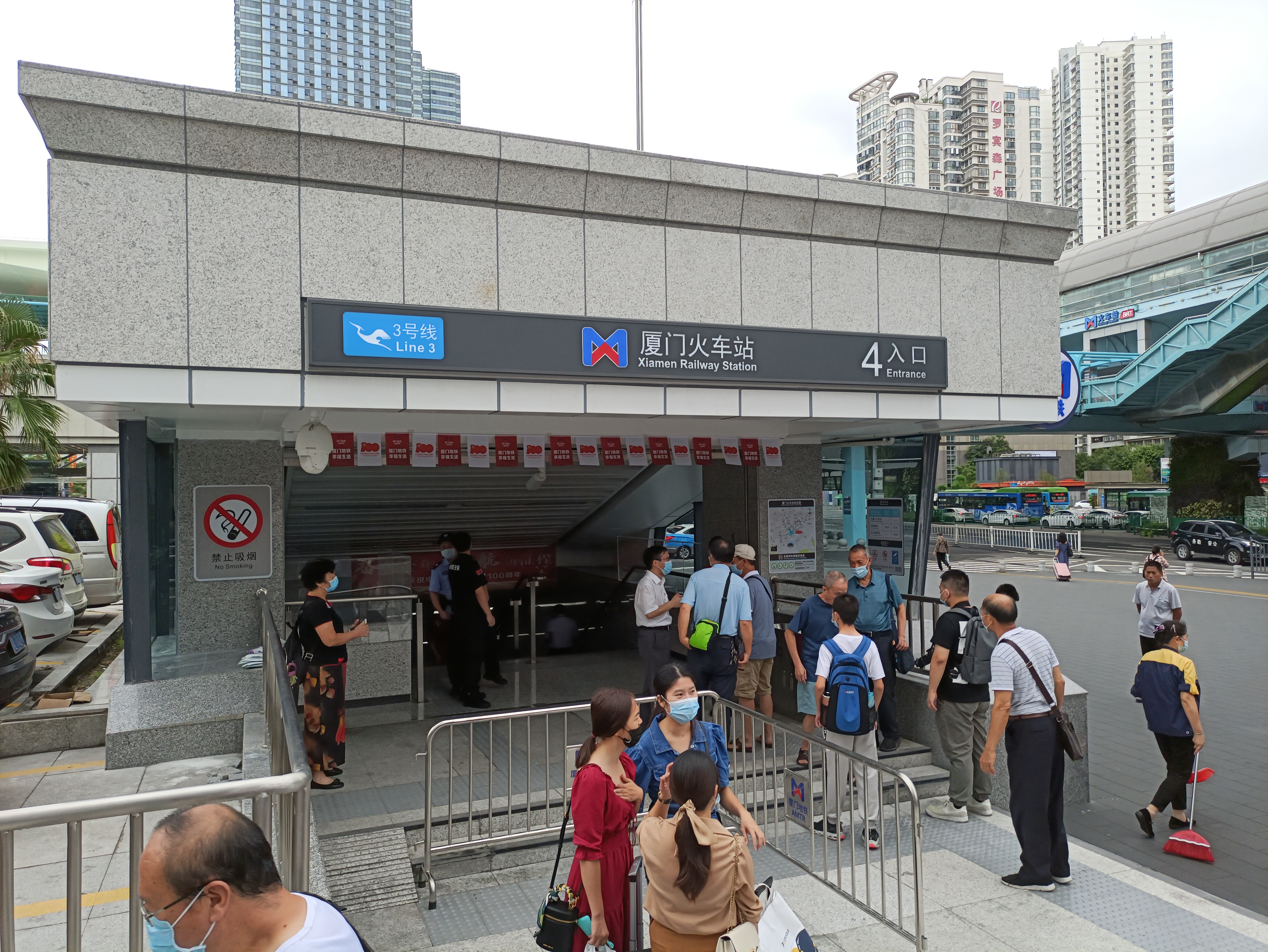
4号出入口

|                           |                           |                                              |                                                |
| 編號                      | 设施                      | 出口指示                                     | 建議前往的目的地                               |
| 1                         | 扶手电梯标志              | 厦门火车站、厦门快速公交火车站站             | 站西一路、梧村地下商业街                       |
| 2                         | 升降机标志 · 扶手电梯标志 | 厦门火车站、厦门快速公交火车站站             | 站东一路、梧村地下商业街                       |
| 3                         | 扶手电梯标志              | 禹洲世贸商城                                 | 梧村地下商业街、厦门市梧村小学、厦门市第九中学 |
| 4                         |                           | 东南亚大酒店                                 | 梧村地下商业街、海峡国际天璟、梧村街道办事处   |
| 5                         | 扶手电梯标志              | 罗宾森购物广场、海峡大厦                     | 汇文路、禾祥东路、厦门市第八幼儿园             |
| 6                         |                           | 华星大厦、梧村长途汽车站、厦门快速公交火车站 | 华龙大厦、禾祥东路                             |
| 註： 設有 \| 設有扶手電梯 |                           |                                              |                                                |

## 未来发展
2020年，国家发展和改革委员会批复《关于上报审批厦门市城市轨道交通建设规划（2016-2022）调整的请示》，自本站开始的厦门轨道交通3号线二期工程南延段通过批复。2022年1月4日，3号线南延段开工，完工后本站不再作为3号线终点站。